# Dilophus luteicollis
Dilophus luteicollis är en tvåvingeart som först beskrevs av Philippi 1865.  Dilophus luteicollis ingår i släktet Dilophus och familjen hårmyggor. Inga underarter finns listade i Catalogue of Life.